# Armoiries de la Serbie
Les armoiries de la Serbie, adoptées le 17 août 2004 et modifiées en 2010, sont une réplique des armoiries de la dynastie Obrenović (qui les avait adoptées en 1882) auxquelles a été ajoutée l'aigle bicéphale de la dynastie serbe des Nemanjić (1166) avec au centre une croix serbe. Une cape d'hermine dans le style porté par les rois vient compléter l'arrière-plan.

## Blason
Le fond principal représente l'État serbe. Il consiste en un aigle bicéphale au vol abaissé d'argent, sur un fond de gueules, et languée, becquée, membrée et armée d'or, avec deux fleurs-de-lys du même à ses pattes.
L'écusson au centre représente la nation serbe (gueules à la croix d'argent, cantonnée de quatre briquets du même, adossés deux à deux).
Les couleurs exactes du blason sont :
| Color  | Pantone | CMJN       |
| ------ | ------- | ---------- |
| Red    | 193C    | 0-90-70-10 |
| Blue   | 287C    | 100-55-0-0 |
| Yellow | 116C    | 0-10-95-0  |
| White  |         | 0-0-0-0    |

## Croix serbe
Le dessin sur l'écusson est la croix serbe, qui a été utilisé par l'État serbe et l'Église orthodoxe de Serbie depuis le Moyen Âge. Il consiste en une croix et quatre briquets (aussi appelés pierre à feu) dans les quatre quartiers autour de la croix, tous faisant face horizontalement à l'extérieur. Les briquets étaient originellement utilisés dans les armoiries de l'Empire byzantin comme lettres grecques B et signifient les initiales du motto impérial (devise impériale) de Basileus Basileon Basileuon Basileusin (« Roi de rois, régnant sur les rois ») en grec.
Une autre interprétation des briquets est de quatre lettres cyrilliques C représentant le son /s/. Quand dessiné à main, les lettres sont rendues comme les initiales de la phrase serbe Samo sloga Srbina spasava (« Seule l'union sauve les Serbes »).

## Couronne
Quoique la Serbie soit une république, elle retient une couronne royale dans ses armoiries. Cette couronne symbolise la souveraineté, l'État, et aussi signifie son héritage royal. Normalement, une couronne signifie une monarchie. D'autres républiques de l'Europe de l'Est, comme la Russie, la Géorgie, la Bulgarie, la Hongrie et le Monténégro, se servent d'une couronne dans leurs armoiries.

## Blason sous le socialisme

Ex-armoiries socialistes de la Serbie

Après la fin de la Seconde Guerre mondiale, le nouveau gouvernement socialiste a redessiné les armoiries, les tournant selon le style utilisé dans l'Union soviétique et l'Europe de l'Est après-guerre.
Le blé a représenté les paysans et l'engrenage à la base a représenté les travailleurs. L'étoile rouge en haut symbolise le communisme, et le soleil avec rayons représente un nouveau matin. La chêne est traditionnellement un arbre sacré des Serbes, d'où les feuilles de chêne et les glands.
Les dates 1804 et 1941 sur le ruban rouge commémorent respectivement le premier soulèvement serbe et le commencement de la lutte nationale pour la libération contre les forces de l'Axe occupant le pays durant la Seconde Guerre mondiale.
Les armoiries montrent un écu avec l'emblème serbe traditionnel, mais, parce que le gouvernement socialiste était officiellement séculier, la croix, symbole de Christianisme, était omise.
Les armoiries socialistes sont restées en usage après la fin de la Yougoslavie socialiste et l'étoile rouge a été effacée du drapeau serbe. Le 17 août 2004, le parlement de la Serbie a passé une nouvelle loi qui recommande les nouvelles armoiries. Ces nouvelles armoiries ont engendré une controverse, en particulier parce que des symboles monarchiques y sont présents.